# Facultad de Derecho de la Pontificia Universidad Católica de Chile
La Facultad de Derecho de la Pontificia Universidad Católica de Chile, también conocida como Derecho UC, es la unidad académica más antigua de la Pontificia Universidad Católica de Chile. Fue fundada en 1888, cuando Chile llevaba siete décadas de vida independiente, con el propósito de formar generaciones de líderes en el campo de las ciencias jurídicas según una concepción cristiana e integral del ser humano. Es reconocida como una de las facultades de derecho de mayor renombre y prestigio, tanto a nivel nacional como internacional.
La Facultad forma profesionales especializados en el conocimiento de las disposiciones jurídicas, capacitados para desempeñarse con actitud humanista, cristiana y ética en la interpretación y aplicación de las leyes y normas establecidas para preservar la justicia y el orden social.
La carrera aborda las principales áreas del Derecho: Derecho Civil, Derecho Económico-Comercial, Derecho Público, Derecho Procesal, Derecho Penal, Derecho Canónico, Derecho del Trabajo y Derecho Internacional Público.
En la actualidad, la Facultad ocupa un sitial de liderazgo tanto a nivel nacional como internacional. El prestigioso QS World University Rankings la distinguió el 2015 entre las 40 mejores facultades de Derecho del mundo y la primera a nivel iberoamericano. En la actualidad, Derecho UC ocupa la posición número 36 de dicho ranking. Esta distinción se suma a los numerosos acuerdos de cooperación alcanzados a nivel internacional, la calidad y prestigio de su cuerpo docente y el liderazgo en el ámbito de la investigación jurídica, al publicar la Revista Chilena de Derecho, única publicación académica de habla hispana en Derecho General indexada en Web of Science (ISI) de Thomson Reuters. Además, la Facultad de Derecho UC cuenta actualmente con la acreditación institucional otorgada por la Comisión Nacional de Acreditación (CNA), por el período máximo de 7 años, así como la acreditación internacional de la Association of American Law Schools (AALS).

## Historia

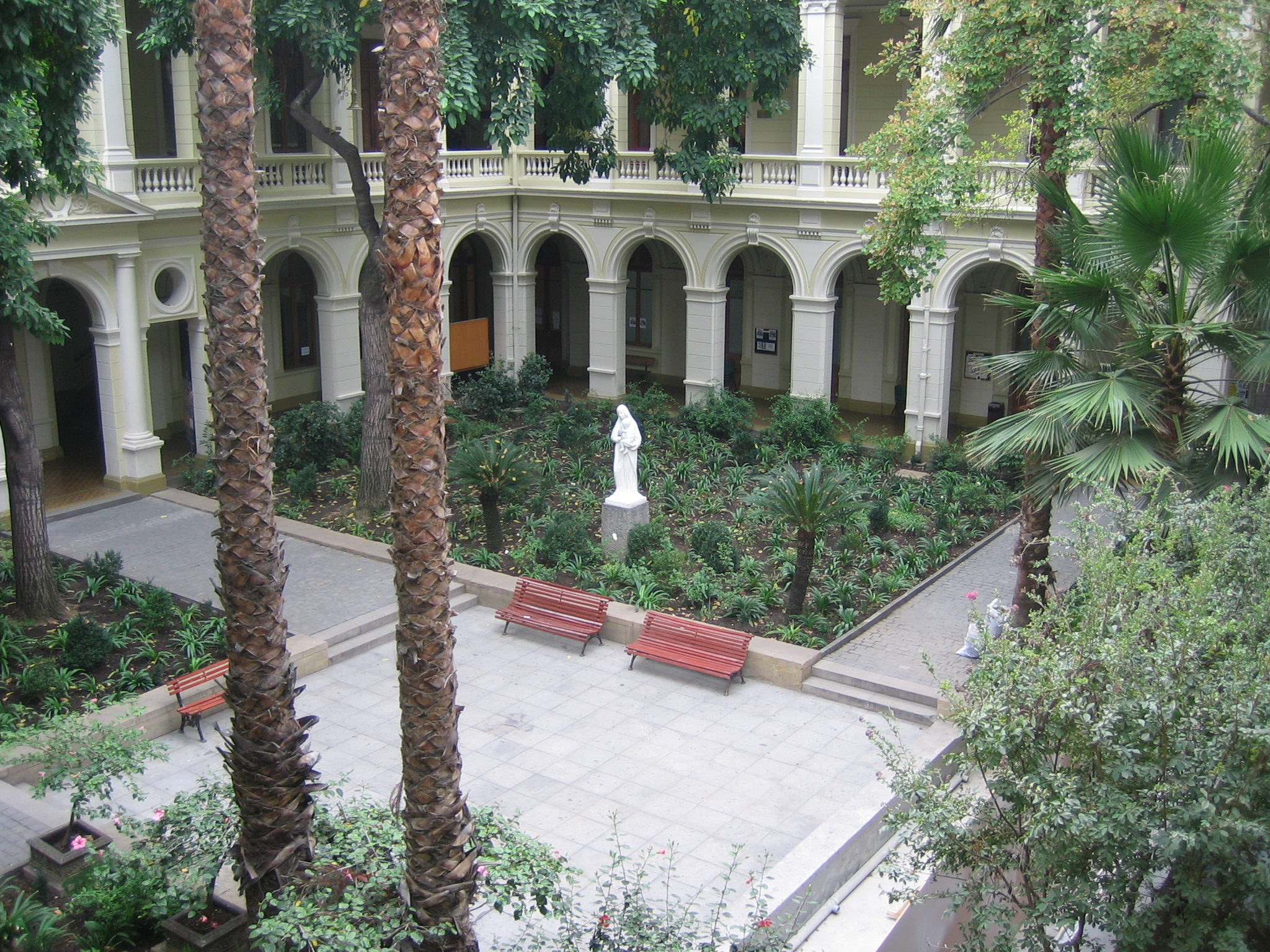
Patio de la Virgen.

El primer curso de la nueva Facultad de Leyes y Ciencias Políticas se inauguró el 1 de abril de 1889, en las dependencias del Círculo Católico. Con el propósito de nivelar a los egresados de la educación media, los profesores Ramón Ángel Jara, Abdón Cifuentes, Luis Barros Méndez, Alejandro Méndez, José Miguel Irarrázabal, Enrique Richard Fontecilla, Juan Agustín Barriga Espinosa, Enrique Egaña y Ventura Blanco, comenzaron a formar el programa académico que hoy se ha traducido en Derecho UC. 
La autonomía de esta Facultad no fue tarea fácil de alcanzar. Hasta el año 1898 Derecho UC dependió en currículum y exámenes a la Universidad de Chile. A pesar de esto, la Facultad siempre hizo importante aportes a los estudios de Derecho. Así, por ejemplo, introdujo nuevas asignaturas como Economía Política y Social (1915); Derecho Aéreo (1946); y Derecho Tributario (1949). Asimismo, durante la segunda mitad de los años 1920, se crearon los llamados Seminarios, antecesores de los actuales Departamentos de Facultad, liderados en ese entonces por los profesores Alejandro Silva, Hernán Larraín Ríos y Julio Philippi.
En el año 1953 se reconoció la validez del título de Facultad, independizándose así de la Universidad de Chile.
En 1970, preocupados por el desarrollo de habilidades prácticas de sus alumnos, se implementó un plan piloto, que, con el tiempo y bajo la dirección del profesor Luis Bates, se transformó en lo que hoy es el Departamento de Práctica y Asistencia Legal (Depal). Esta iniciativa instauró la enseñanza clínica como una modalidad docente pionera en el país.
Asimsimo, Derecho UC fue la primera Facultad UC en abrir sus puertas a las mujeres el año 1921, matriculando ese mismo año a las primeras cinco estudiantes.
En materia de investigación jurídica, Derecho UC publicó su primer boletín académico el año 1936, titulado Anales Jurídicos y Sociales y Estudios Jurídicos. En 1974 publicó el Boletín de Investigaciones y la Revista Chilena de Derecho, los que en 1982 se fusionaron. Hoy, la Revista Chilena de Derecho se encuentra indexada en los más importantes índices a nivel nacional e internacional, convirtiéndose en 2012 en la única publicación chilena especializada en el ámbito legal, que actualmente forma parte del prestigioso índice Web of Science (ISI).
En 1992 Derecho UC dio un importante paso instituyendo el primer programa de magíster impartido íntegramente por la Facultad, el magíster en Derecho Público con mención en Derecho Constitucional. En 1997, se instauró el magíster en Derecho de la Empresa. Posteriormente, el año 2006 y, tras un profundo proceso de revisión de los programas existentes, se llevó a cabo una reforma curricular en cuya virtud nace el programa único de Derecho LLM-UC.
Debido al éxito de la iniciativa, el Programa LLM mención Derecho de la Empresa se replica desde el año 2009 en la Ciudad de Guatemala con el fin de atraer a profesionales de América Central interesados en profundizar sus conocimientos en esta área.
La cadena se cierra el año 2002, al instaurarse el primer programa de doctorado en Derecho del país. A la fecha, este programa ya ha entregado a Chile cinco doctores y cuenta con 27 alumnos con examen de candidatura aprobado.
En materia de diversificación académica la Facultad también ha destacado. El año 2011, y siguiendo el ejemplo de la Escuela de Ingeniería, se crearon el programa "Creciendo en Talento + Inclusión" y la "Beca Padre Luis de Valdivia", con el fin de entregar oportunidades a alumnos de buen rendimiento que por razones económicas se ven impedidos de acceder a la Universidad y a alumnos provenientes de alguna etnia originaria. Actualmente 15 alumnos estudian en Derecho UC gracias a esta innovadora iniciativa.

## Instalaciones

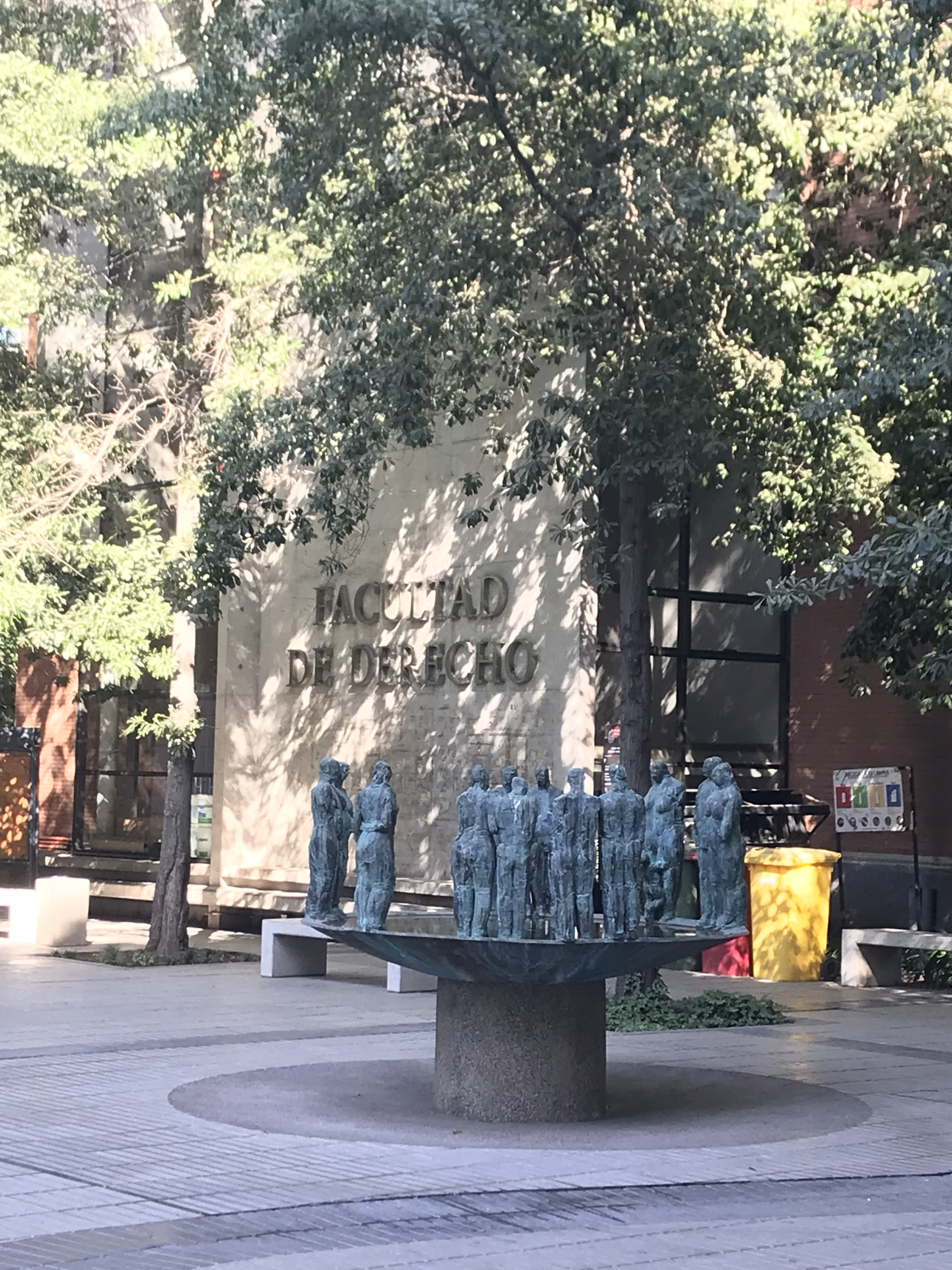
Escultura «Agua de Vida» de Mario Irarrázabal, ubicada en el Patio de Derecho.

Derecho UC se encuentra ubicada en el campus Casa Central de la Universidad Católica, en el cuadrante de las calles Av. Libertador Bernardo O'Higgins (Alameda), Av. Portugal, Marcoleta y Lira. Se constituye por el Palacio Universitario proyectado por Emilio Jequier y construido entre 1910 y 1914. Su dirección y acceso principal es por Alameda N° 340, comuna de Santiago. En el interior del campus Casa Central se encuentra el nuevo Edificio Derecho UC, inaugurado en mayo de 2009 ante las más altas autoridades académicas de la Universidad y eclesiásticas del país, en misa presidida por monseñor Francisco Javier Errázuriz Ossa.
El nuevo edificio cuenta con 3.700 metros cuadrados distribuidos en cinco pisos. En el primero se encuentra la recepción principal, las oficinas del Centro de Alumnos (CADe) y la Dirección de Asuntos Estudiantiles (DAE), auditorios de clases y una pequeña librería de textos jurídicos; en el segundo se ubica el Decanato y sus oficinas, un salón de actos y una sala de estar para profesores; en el tercer nivel se encuentra una sala de clases en hemiciclo estilo Harvard, cinco salas de seminarios, una sala de juicio oral, otra de mediación y las dependencias del programa de Doctorado en Derecho. El cuarto y quinto piso albergan casi cincuenta oficinas, además de diversas salas de reuniones, un estar de profesores y una terraza para realizar actividades al aire libre. Como el edificio fue pensado para los docentes, al predominar las oficinas por sobre las aulas, se utilizan instalaciones de otras facultades. Por último, el subterráneo está acondicionado con más de cuarenta estaciones de trabajo destinadas a alumnos de toda la Universidad, con computadores de última generación.

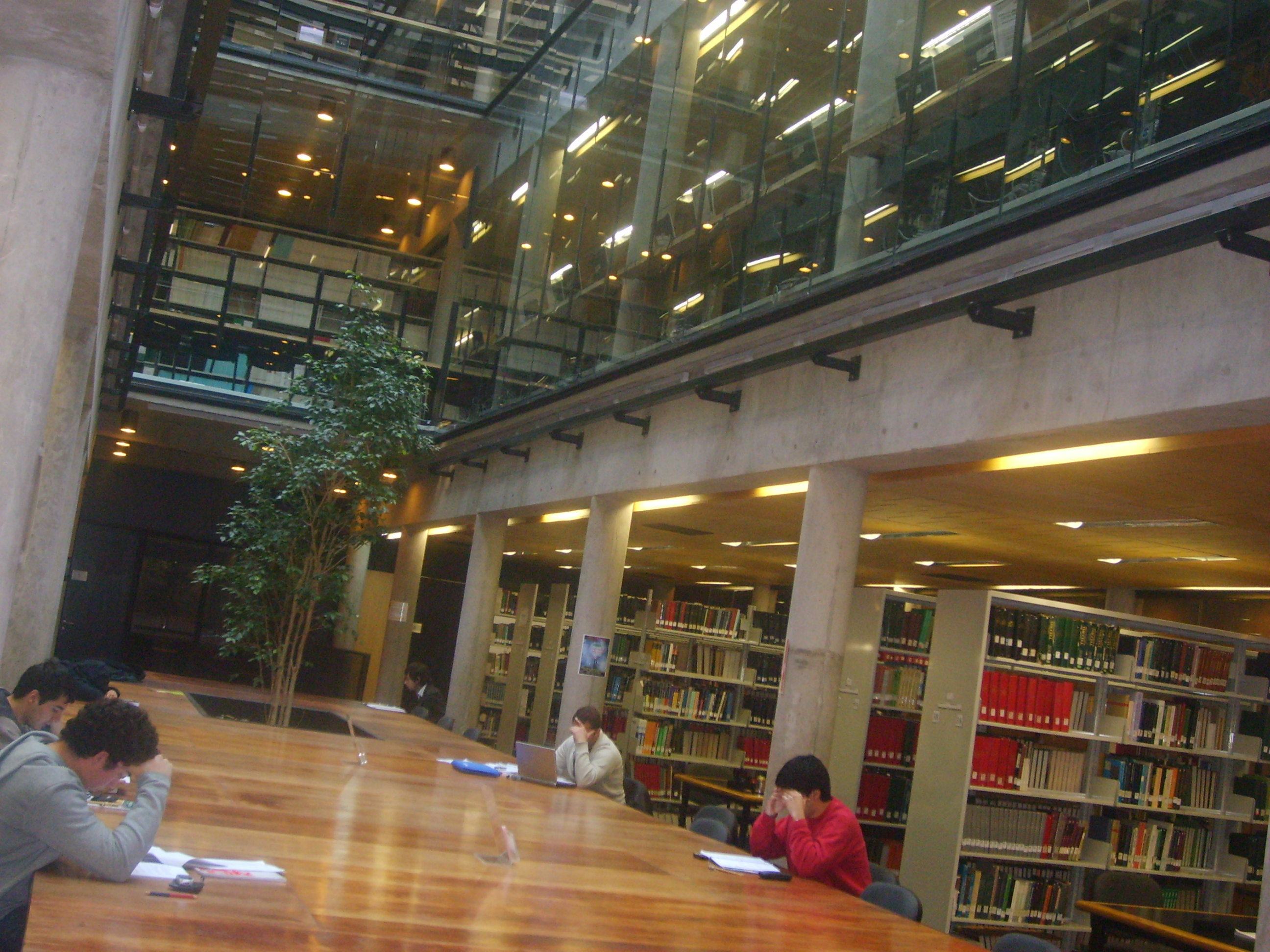
Biblioteca de Biomédica, usada por estudiantes de Derecho.

Asimismo, cuenta con la Biblioteca de Derecho y Comunicaciones, construida en 2005 con fondos públicos. Proyectada por el arquitecto Teodoro Fernández. Concebida como un espacio para el estudio, consta de tres niveles subterráneos. Reúne más de 10.000 volúmenes y se halla dotada de más de 50 computadores.

## Autoridades
- Decano: Gabriel Bocksang Hola
- Vicedecana: Carmen Elena Domínguez Soto
- Secretario Académico: Cristián Villalonga Torrijo
- Director de la Escuela de Derecho: Cristobal Izquierdo Sánchez
- Director Escuela de Graduados: Juan Eduardo Ibáñez
- Directora de la Academia de Investigación: Magdalena Ossandón Widow

### Decanos
| Nombre                                  | Años      |
| --------------------------------------- | --------- |
| Gabriel Bocksang Hola                   | 2019-     |
| Carlos Frontaura Rivera                 | 2015-2019 |
| Roberto Guerrero Valenzuela             | 2010-2015 |
| Arturo Yrarrázaval Covarrubias          | 2003-2010 |
| María Cristina Navajas Urbina           | 2000-2003 |
| Raúl Lecaros Zegers                     | 1996-2000 |
| Jaime del Valle Alliende                | 1991-1996 |
| Arnaldo Gorziglia Balbi                 | 1985-1991 |
| Sergio Gaete Rojas                      | 1973-1985 |
| Jaime del Valle Alliende                | 1970-1973 |
| Guillermo Pumpin Belloni                | 1968-1970 |
| Pedro Lira Urquieta                     | 1950-1968 |
| Carlos Estévez Gazmuri                  | 1942-1950 |
| Arturo Ureta Echazarreta                | 1920-1942 |
| José Ramón Gutiérrez Martínez           | 1914-1920 |
| Enrique Richard Fontecilla              | 1910-1914 |
| Cosme Campillo Ibáñez                   | 1907-1910 |
| Carlos Risopatrón Argomedo              | 1903-1907 |
| José Clemente Fabres Fernández de Leiva | 1889-1903 |

## Direcciones
- Escuela de Derecho
- Dirección de Asuntos Estudiantiles
- Academia de Investigación
- Dirección de Doctorado
- Escuela de Graduados
- Dirección de Magíster, LLM
- Dirección de Educación Continua
- Dirección de Asuntos Económicos y Administrativos
- Dirección de Desarrollo
- Dirección de Comunicaciones

## Departamentos
- Departamento de Derecho Canónico
- Departamento de Derecho del Trabajo y Seguridad Social
- Departamento de Derecho Económico, Tributario y Comercial
- Departamento de Derecho Internacional
- Departamento de Derecho Penal
- Departamento de Derecho Privado
- Departamento de Derecho Procesal
- Departamento de Derecho Público
- Departamento de Fundamentos del Derecho
- Departamento de Práctica y Asistencia Legal (Clínica Jurídica)

## Centros y programas
- Centro de Estudios Internacionales UC
- Centro de Derecho y Religión
- Centro UC de la Familia
- Centro de Gobierno Corporativo
- Centro de Derecho y Gestión de Aguas
- Centro de Riesgos y Seguros UC
- Programa Derecho Administrativo Económico
- Programa de Libre Competencia
- Programa de Negociación UC
- Programa de Formación Jurídica para Trabajadores y Empleadores
- Programa de Reformas a la Justicia
- Programa de Derecho, Ciencia y Tecnología
- Programa de Derecho y Medio Ambiente
- Programa de Sostenibilidad Corporativa

## Clínica Jurídica
La Clínica Jurídica Derecho UC es un servicio de información, orientación legal y representación judicial que presta el Departamento de Práctica y Asistencia Legal de la Facultad de Derecho de la Pontificia Universidad Católica de Chile a todas quienes así lo requieran.
Opera en cinco áreas específicas del Derecho a través de estudiantes de la Facultad, quienes son supervisados en todo momento por profesores, abogados especialistas en las diversas materias de los casos que atienden.
La Clínica Jurídica tiene por misión orientar, asesorar y patrocinar de manera profesional y gratuita a todas aquellas personas que no cuentan con los recursos para hacerlo, así como velar por la formación integral de sus alumnos desde una reflexión teórica y el ejercicio práctico.
Áreas de atención: Derecho Privado, Derecho Público, Derecho Penal, Derecho de Familia, Derecho Laboral, Microempresas, Derecho Migratorio y Derecho Tributario.

## Representación estudiantil

### Centro de Alumnos de Derecho
El Centro de Alumnos de Derecho de la Universidad Católica (CADe UC) es el que agrupa a todos los alumnos de la Facultad. El Centro de Alumnos está compuesto por las Delegaciones de Generación, la Directiva y la Consejería Académica. La actual presidente del Centro de Alumnos es Josefina Izquierdo.

#### Consejería Académica
El cargo de Consejería de Facultad se ocupa de los problemas académicos de los estudiantes de la Facultad, siendo el Consejero el encargado de transmitir inquietudes, problemas y propuestas académicas a tanto al Decanato como a la Escuela de Derecho; el Subconsejero Académico es el colaborador directo del Consejero.

### Consejeros Territoriales
El consejero territorial es el contacto entre la Facultad y la Federación. Los territoriales se eligen por votación general cada año; Derecho UC está representado por 3 Consejeros Territoriales ante el Consejo de Federación de la Federación de Estudiantes de la Universidad Católica.